# Luciano Orlando
Luciano Orlando (Caronia, Messina, 13 de maio de 1887 – Isonzo, 21 de agosto de 1915) foi um matemático e engenheiro militar italiano.
Foi palestrante convidado do Congresso Internacional de Matemáticos em Roma (2008).

## Publicações selecionadas
- "Sulla deformazione di un triedro trirettangolo e di una lastra indefinita, elastici, isotropi." Rendiconti del Circolo Matematico di Palermo (1884–1940) 17, no. 2 (1903): 335–352.
- Relazione fra i minori d'ordine p d'una matrice  quadrata di caratteristica p. Giornale di matematiche di Battaglini 40 (1902): 233–245.
- "Sulla riduzione delle quadriche a forma canonica Giornale di matematiche di Battaglini 41 (1903): 222–224.
- "Sulla sviluppo della funzione (1–z) exp(z + (z2)/2 + ... + (zp–1)/(p–1)) Giornale di matematiche di Battaglini 41 (1903): 377–378.
- "Sulla funzione nma di Green per la sfera". Giornale di matematiche di Battaglini 42 (1904): 292–296.
- "Sulla deformazione del suolo elastico isotropo." Rendiconti del Circolo Matematico di Palermo (1884–1940) 18, no. 1 (1904): 311–317.
- "Sopra alcune funzioni analoghe alla funzione di green per un parallelepipedo rettangolo." Rendiconti del Circolo Matematico di Palermo (1884–1940) 19, no. 1 (1905): 62–65.
- "Sulla deformazione di un solido isotropo limitato da due piani paralleli, per tensioni superficiali date." Rendiconti del Circolo Matematico di Palermo (1884–1940) 19, no. 1 (1905): 66–77.
- "Sull’integrazione della Δ4 in un parallelepipedo rettangolo." Rendiconti del Circolo Matematico di Palermo (1884–1940) 21, no. 1 (1906): 316–318.
- "Nuove osservazioni sulla formula integrale di Fourier." Rendiconti Accademia Lincei (5) vol. 18 (1909): 343–348.
- "Sulla risoluzione delle equazioni integrali." Tip. della R. Accad. dei Lincei, 1909.
- "Sopra alcuni problemi di aerodinamica." Il Nuovo Cimento (1901–1910) 20, no. 1 (1910): 46–51.
- "Sopra un brevetto crocco relativo all’attacco delle ali di un aeroplano." Il Nuovo Cimento (1901–1910) 20, no. 1 (1910): 52–57.
- "Effetto dell’attacco elastico sul rollio d’un aeroplano." Il Nuovo Cimento (1901-1910) 20, no. 1 (1910): 58–63.
- "Modo d’intensifigare gli effetti dell’attacco elastico in un aeroplano." Il Nuovo Cimento (1901–1910) 20, no. 1 (1910): 69–73.
- "Sulla caratteristica del risultante di Sylvester." Rendiconti Accademia Lincei (5) vol. 19 (1910): 257–269.
- "Nuove osservazioni sul problema di Hurwitz." Rendiconti Accademia Lincei (5) vol. 19 (1910): 317–321.
- "Sull'equazione alle semisomme e sul teorema di Hurwitz." Rendiconti Accademia Lincei (5) vol. 19 (1910): 390–393.
- "Sopra alcune questioni relative al problema di Hurwitz." Rendiconti Accademia Lincei (5) vol. 19 (1910): 430–434.
- "Sulla dimonstrazione elementare del teorema di Hurwitz." Rendiconti Accademia Lincei (5) vol. 20 (1911): 742–745.
- "Sul problema di Hurwitz relativo alle parti reali delle radici di un'equazione algebrica." Mathematische Annalen 71, no. 2 (1911): 233–245.